# Amfetaminska psihoza
Amfetaminska psihoza je mentalni poremećaj koji je posljedica uzimanja amfetamina. Amfetaminska psihoza je slična paranoidnoj shizofreniji. Manifestacije su halucinacije, paranoidne epizode i/ili stanja, ponašanje je neobično i ponekad nasilno. Simptomi obično nestaju nekoliko tjedana nakon prestanka uzimanja droge.